# National Society of Film Critics Awards 2014
La 48ª edizione dei National Society of Film Critics Awards, tenutasi il 4 gennaio 2014 al Lincoln Center di New York, ha premiato i migliori film del 2013 secondo i membri della National Society of Film Critics (NSFC). L'edizione è stata dedicata alla memoria dei membri della NSFC Roger Ebert e Stanley Kauffmann.

## Vincitori
A seguire vengono indicati i vincitori, in grassetto, e gli altri classificati, ciascuno col numero di voti ricevuti (tra parentesi):

### Miglior film
1. A proposito di Davis (Inside Llewyn Davis), regia di Joel ed Ethan Coen (23)
2. American Hustle - L'apparenza inganna (American Hustle), regia di David O. Russell (17)
3. 12 anni schiavo (12 Years a Slave), regia di Steve McQueen (16) ex aequo con Lei (Her), regia di Spike Jonze (16)

### Miglior regista
1. Joel ed Ethan Coen - A proposito di Davis (Inside Llewyn Davis) (25)
2. Alfonso Cuarón - Gravity (18)
3. Steve McQueen - 12 anni schiavo (12 Years a Slave) (15)

### Miglior attore
1. Oscar Isaac - A proposito di Davis (Inside Llewyn Davis) (28)
2. Chiwetel Ejiofor - 12 anni schiavo (12 Years a Slave) (19)
3. Robert Redford - All Is Lost - Tutto è perduto (All Is Lost) (12)

### Miglior attrice
1. Cate Blanchett - Blue Jasmine (57)
2. Adèle Exarchopoulos - La vita di Adele (La Vie d'Adèle - Chapitres 1 & 2) (36)
3. Julie Delpy - Before Midnight (26)

### Miglior attore non protagonista
1. James Franco - Spring Breakers - Una vacanza da sballo (Spring Breakers) (24)
2. Jared Leto - Dallas Buyers Club (20)
3. Barkhad Abdi - Captain Phillips - Attacco in mare aperto (Captain Phillips) (14)

### Miglior attrice non protagonista
1. Jennifer Lawrence - American Hustle - L'apparenza inganna (American Hustle) (54)
2. Lupita Nyong'o - 12 anni schiavo (12 Years a Slave) (38)
3. Sally Hawkins - Blue Jasmine (18) ex aequo con Léa Seydoux - La vita di Adele (La Vie d'Adèle - Chapitres 1 & 2) (18)

### Miglior sceneggiatura
1. Richard Linklater, Julie Delpy e Ethan Hawke - Before Midnight (29)
2. Joel ed Ethan Coen - A proposito di Davis (Inside Llewyn Davis) (26)
3. Eric Singer e David O. Russell - American Hustle - L'apparenza inganna (American Hustle) (18)

### Miglior fotografia
1. Bruno Delbonnel - A proposito di Davis (Inside Llewyn Davis) (28)
2. Emmanuel Lubezki - Gravity (26)
3. Phedon Papamichael - Nebraska (19)

### Miglior film in lingua straniera
1. La vita di Adele (La Vie d'Adèle - Chapitres 1 & 2), regia di Abdellatif Kechiche (27)
2. Il tocco del peccato (Tiān zhùdìng), regia di Jia Zhangke (21)
3. La grande bellezza, regia di Paolo Sorrentino (15)

### Miglior documentario
1. At Berkeley, regia di Frederick Wiseman (20) ex aequo con L'atto di uccidere (Jagal), regia di Joshua Oppenheimer (20)
2. Leviathan, regia di Lucien Castaing-Taylor e Véréna Paravel (18)

### Miglior film sperimentale
- Leviathan, regia di Lucien Castaing-Taylor e Véréna Paravel

### Film Heritage Award
- Al Museum of Modern Art per l'ampia retrospettiva dedicata ai film di Allan Dwan[2]
- Too Much Johnson, le cui bobine superstiti sono state scoperte da Cinemazero di Pordenone e dalla Cineteca del Friuli, e restaurate dalla George Eastman House coi finanziamenti di National Film Preservation, rendendolo il primo film non amatoriale di Orson Welles esistente[2]
- Al British Film Institute per aver restaurato i nove lungometraggi muti di Alfred Hitchcock[2]
- Alla collezione in DVD American Treasures from the New Zealand Film Archive[2]

### Miglior film in attesa di una distribuzione statunitense
- Hide Your Smiling Faces, regia di Daniel Patrick Carbone
- Jiao you, regia di Tsai Ming-liang